# Strada europea E64
La strada europea E64  è una strada di classe A il cui percorso si snoda interamente in territorio italiano, e precisamente in Piemonte e in Lombardia.
Collega Torino a Brescia passando per Novara, Milano e Bergamo, e coincide completamente con il tracciato della A4 Torino-Trieste per quella parte.
Con le stesse città di inizio e fine vi è anche la E70 il cui itinerario scorre più a sud utilizzando l'autostrada A21.

## Percorso
| E64 TORINO-BRESCIA |                         |                  |
| Tipologia          | Tratto                  | Interconnessioni |
| autostrada         | Torino - Brescia centro | E62, E35, E70    |